# Écorchés (X-Files)
Écorchés (Hellbound) est le 8e épisode de la saison 9 de la série télévisée X-Files. Dans cet épisode, Reyes découvre qu'elle est reliée à une série de meurtres où les victimes sont écorchées.

## Résumé
À Novi, en Virginie, le docteur Lisa Holland anime une réunion d'anciens prisonniers dans le but de remettre leurs vies sur de bons rails. Victor Potts, l'un des participants, dit qu'il a fait des cauchemars dans lesquels des personnes étaient écorchées vives. Peu après, Potts meurt de cette manière. Doggett, Reyes et Scully se réunissent pour discuter du cas et examiner le cadavre. Doggett et Scully ne sont pas convaincus que l'affaire relève de leurs compétences mais Reyes a le sentiment qu'elle doit s'occuper de cette affaire.

## Distribution
- Gillian Anderson : Dana Scully
- Robert Patrick : John Doggett
- Annabeth Gish : Monica Reyes
- Don Swayze : Terrance Pruit
- James McDonnell : l'inspecteur Van Allen
- Cyril O'Reilly : Ed Kelso
- Katy Boyer : le docteur Lisa Holland
- George D. Wallace : le docteur Bertram Mueller
- Kari Whitman : Roxanne

## Accueil

### Audiences
Lors de sa première diffusion aux États-Unis, l'épisode réalise un score de 5,1 sur l'échelle de Nielsen, avec 7 % de parts de marché, et est regardé par 7,80 millions de téléspectateurs.

### Accueil critique
L'épisode obtient des critiques plutôt favorables. Dans leur livre, Robert Shearman et Lars Pearson lui donnent la note de 4/5. John Keegan, du site Critical Myth, lui donne la note de 8/10. Zack Handlen, du site The A.V. Club, lui donne la note de B-. Le site Le Monde des Avengers lui donne la note de 2/4.